# Trygve Haavelmo
Trygve Magnus Haavelmo (Skedsmo, 13 de diciembre de 1911-Oslo, 28 de julio de 1999) fue un economista noruego.
Fue laureado con el Premio del Banco de Suecia en Ciencias Económicas en memoria de Alfred Nobel en 1989 por haber clarificado los fundamentos de la teoría econométrica, y por sus análisis de las estructuras simultáneas económicas.

## Biografía
Nació el 13 de diciembre de 1911 en Skedsmo.
Se doctoró en Economía en la Universidad de Oslo. 
Trabajó en el Instituto de Economía Social de la Universidad de Oslo, como agregado comercial en la Embajada noruega en Washington, en la Universidad de Chicago, en el Ministerio de Comercio e Industria y Ministerio de Finanzas en Oslo y como profesor de Economía en la Universidad de Oslo desde 1947 hasta 1979.
Murió el 28 de julio de 1999 en Oslo.